# Mozartgemeinde Wien
Die Mozartgemeinde Wien ist ein Verein, der sich der Verbreitung und Pflege des Werkes von Wolfgang Amadeus Mozart widmet.

## Geschichte

### Vor 1938
Die musikalische Welt war seit dem Tod von Mozart um die Erhaltung und Verbreitung seines Werkes bemüht. Einen ersten Höhepunkt erlebte dies im 19. Jahrhundert mit der Gründung von Vereinen, die sich diese Aufgabe zum Ziel gesetzt hatten. So entstand etwa am 22. April 1841 in Salzburg der „Dommusikverein und Mozarteum“ und 1880 die Internationale Stiftung Mozarteum, die ihre Wurzeln im Dommusikverein hatte. Sie begann damit, die früher auf lokale Ebene beschränkte Mozart-Pflege zu internationalisieren. Sie gründete zu diesem Zweck im Jahre 1888 die Internationale Mozart-Gemeinde, welche die finanzielle Basis für dieses Vorhaben schaffen sollte. In der Folge entstanden im In- und Ausland Ortsgruppen dieser Organisation.
Der Musikschriftsteller Heinrich Damisch gründete als eine der frühen Ortsgruppen der Internationale Mozart-Gemeinde im März 1913 die Wiener akademische Mozartgemeinde, der er bis 1945 als Vereinsobmann angehörte. Dieser Verein verfolgte den Zweck, in Wien Anhänger für die Salzburger Festspielidee zu gewinnen, womit Damisch als Mitinitiator für die Salzburger Festspiele gelten kann. Durch ihn hängt die Geschichte der Mozartgemeinde eng mit der Entwicklung der Salzburger Festspiele zusammen, weil sich Damisch durch seine Tätigkeit ab 1916 in der Salzburger Festspielhaus-Gemeinde, der späteren Trägerorganisation der Salzburger Festspiele, und die im Jahre 1917 erfolgte Gründung des Vereins Salzburger Festspielhausgemeinde in Wien mit der Festspielidee identifizierte.
Die früheren Ortsgruppen der internationalen Stiftung Mozarteum, so auch die Wiener akademische Mozartgemeinde, entwickelten sich zu selbständigen Vereinen, wobei die Stiftung nur noch eine Funktion als Dachorganisation ausübt.
Vom Beginn an hatte sich die Wiener akademische Mozartgemeinde zum Ziel gesetzt, die Kunst Mozarts durch Veranstaltung von Konzerten und Vorträgen zu pflegen, einschlägige Publikationstätigkeit auszuüben, die Mozart-Gedenkstätten in Wien zu betreuen, Führungen und Veranstaltungen zu und an historische Stätten zu organisieren und junge Mozartinterpreten und Interpreten zeitgenössischer Musik zu fördern. So gab die Mozartgemeinde bereits ab 1931 ständige Mitteilungen an ihre Mitglieder heraus, die später zum periodischen Publikationsorgan des Vereins, dem Mitteilungsblatt „Wiener Figaro“, wurden und förderte junge zeitgenössische österreichische Komponisten durch eigene Konzertzyklen. Führungen auf dem Sankt Marxer Friedhof und anderen Erinnerungsstätten gehörten ebenso zu den Fixpunkten des Vereinsprogramms wie Konzerte im „Figarohaus“, „Deutschen Haus“, der „Waisenhauskirche“ oder in der Domkirche St. Stephan zu Wien.

### 1938 bis 1945
Unmittelbar nach dem Anschluß Österreichs an das Deutsche Reich erfolgte mit Verordnung vom 17. Mai 1938 „über die Überleitung und Eingliederung von Vereinen, Organisationen und Verbänden“ die nationalsozialistische Ausrichtung der Wiener akademischen Mozartgemeinde und Mozart wurde ebenso wie andere bedeutende Komponisten von der Kulturpolitik des NS-Regimes vereinnahmt und zur Leitfigur einer „reinen“ und „deutschen Kultur“.
Dies geschah unter Mitwirkung von Damisch, der ab 31. Mai 1932 illegales Mitglied der NSDAP war. Er ließ nun ein Bild Mozarts entstehen, das den Komponisten als „deutsch“ gegen „Jüdisches“ abgrenzte und damit der Kulturpolitik des „Dritten Reiches“ entsprach. Die totale Vereinnahmung des Komponisten durch die NS-Ideologie erfolgte im Rahmen der 1941 veranstalteten „Mozart-Woche des Deutschen Reiches“.

### Nach 1945
Der Verein Wiener akademische Mozartgemeinde bestand bis 1948, als Hans Pemmer als Vorstandsmitglied seine freiwillige Auflösung bekanntgab. Parallel dazu hatte sich 1947 mit Erik Werba als Vorsteher ein neuer Verein namens Mozartgemeinde Wien gebildet, der bis heute besteht und als Nachfolgeverein der Wiener akademischen Mozartgemeinde gelten kann.
Seither tritt die Mozartgemeinde Wien durch Initiierung und Abhaltung musikalischer Wettbewerbe und durch Verleihungen verschiedener Musikpreise in Erscheinung. So gab es etwa 1949 einen Mozart-Gesangwettbewerb, 1951 einen Wettbewerb für Blechbläser oder im Jahre 1974 den Dr. Karl-Böhm-Preis für junge österreichische Dirigenten. In der zweiten Hälfte des 20. Jahrhunderts erfolgte die Vergabe der von staatlicher beziehungsweise kommunaler Seite unterstützten Traditionspreise „Wiener Flötenuhr“ und „Mozartinterpretationspreis“, der letztmals 1999 vergeben wurde. Künstler wie Rudolf Buchbinder, Rainer Küchl, Christian Altenburger, Angelika Kirchschlager, Stefan Vladar, Bo Skovhus oder Barbara Moser gehören zu den Preisträgern.

## Präsidenten
- Heinrich Damisch, 1913–1945.
- Erik Werba, 1946–1987.
- Hans Peter Wertitsch, 1987–1990.
- Walter Berry, 1991–1993.
- Michael Heltau, 1994–1998.
- Helmut Kretschmer, 1998–2018.
- Barbara Moser, 2018–2022.
- Wolfgang Gerold, seit Dezember 2022.

## Auszeichnungen seitens der Mozartgemeinde Wien
Eine private Sponsorin stiftete im Jahre 1995 den Goldenen Mozart-Ring und übergab ihn in das Eigentum der Mozartgemeinde Wien mit der Auflage, dass er im Abstand von etwa fünf Jahren an Künstlerinnen oder Künstler oder an Persönlichkeiten des Kulturlebens weitergegeben werden soll, die sich »um das Werk Mozarts und dessen Interpretation große Verdienste erwarben«. Die bisherigen Träger dieses Ringes sind Anton Scharinger (1995–2002), Angelika Kirchschlager (2002–2007), Michael Heltau (2008–2013), Franz Welser-Möst (2013–2018) und Heinz Medjimorec (seit 2018).
Die Mozartgemeinde vergibt zudem den
1. Interpretationspreis der Mozartgemeinde Wien (zwischen 2003 und 2021: Erich-Schenk-Preis)
2. Wolfgang & Nannerl-Preis der Mozartgemeinde Wien  (für den ganz jungen Nachwuchs)

Geehrte
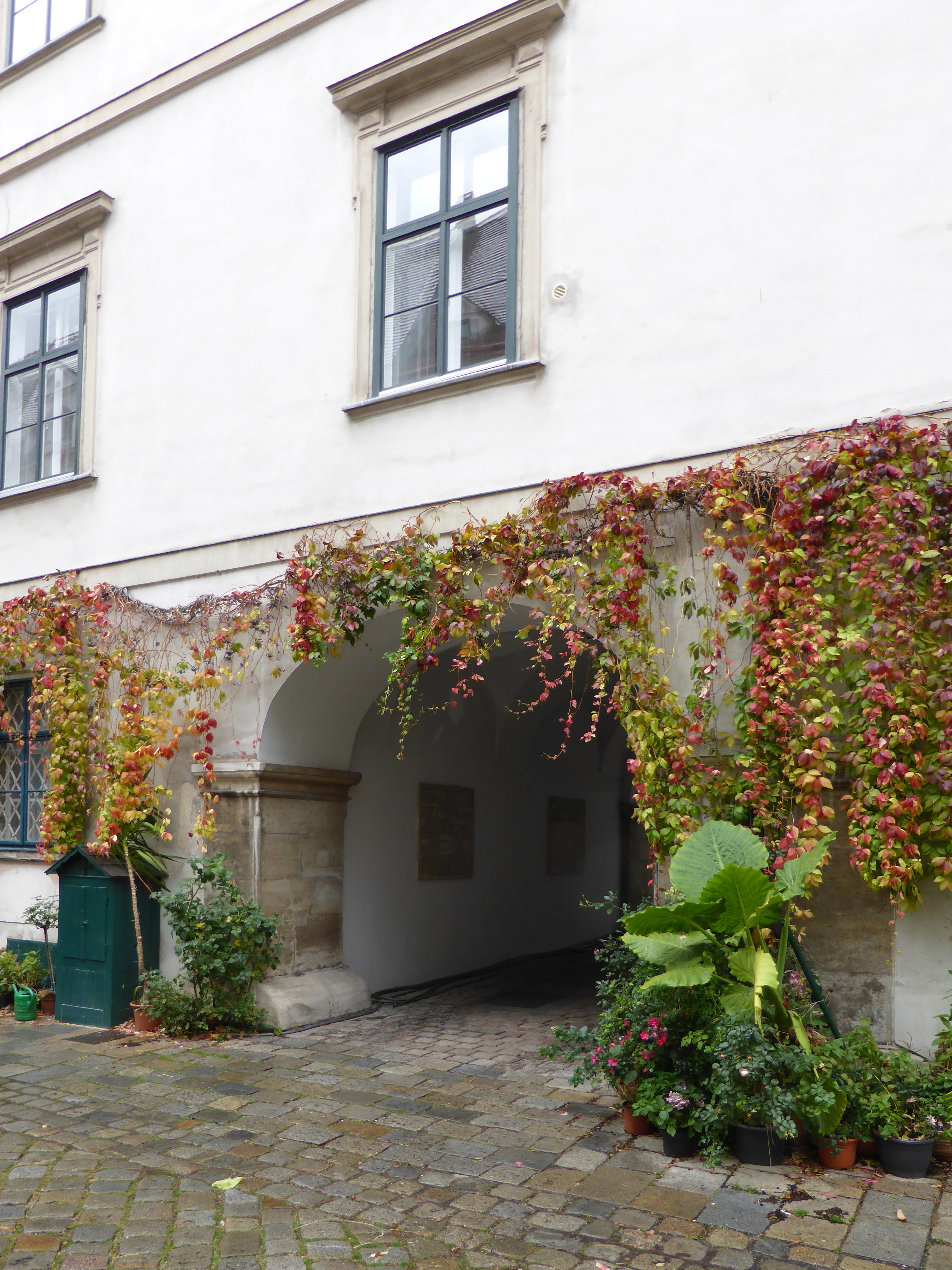
Deutschordenshof, Singerstraße 7, Wien
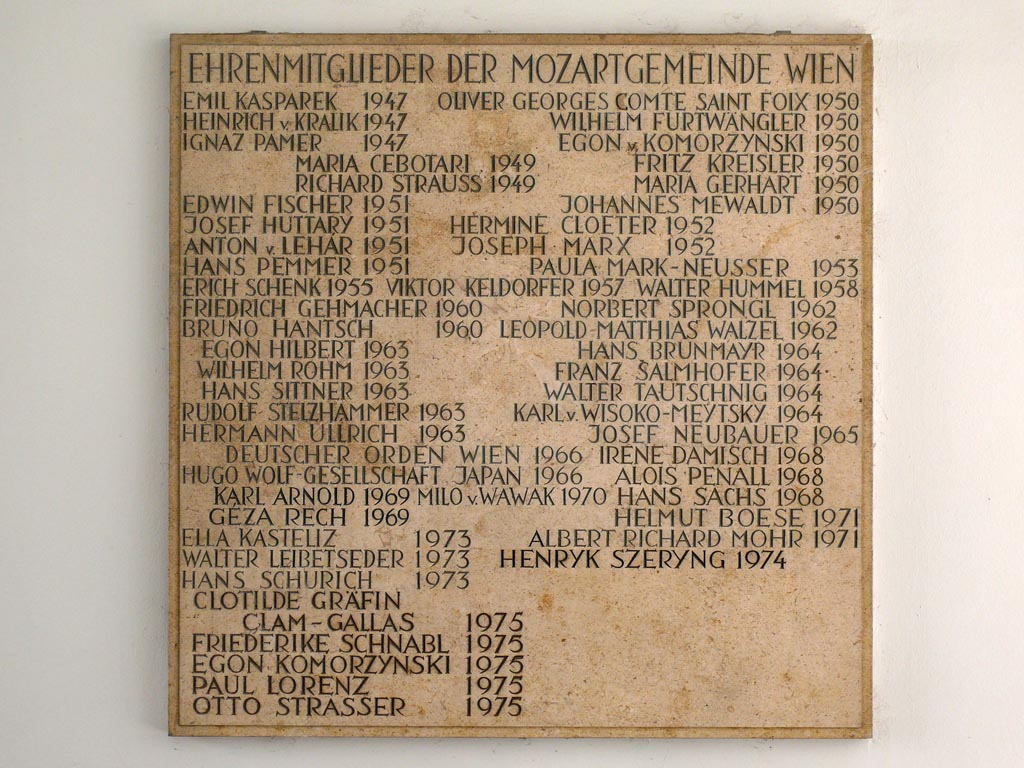
Ehrenmitglieder
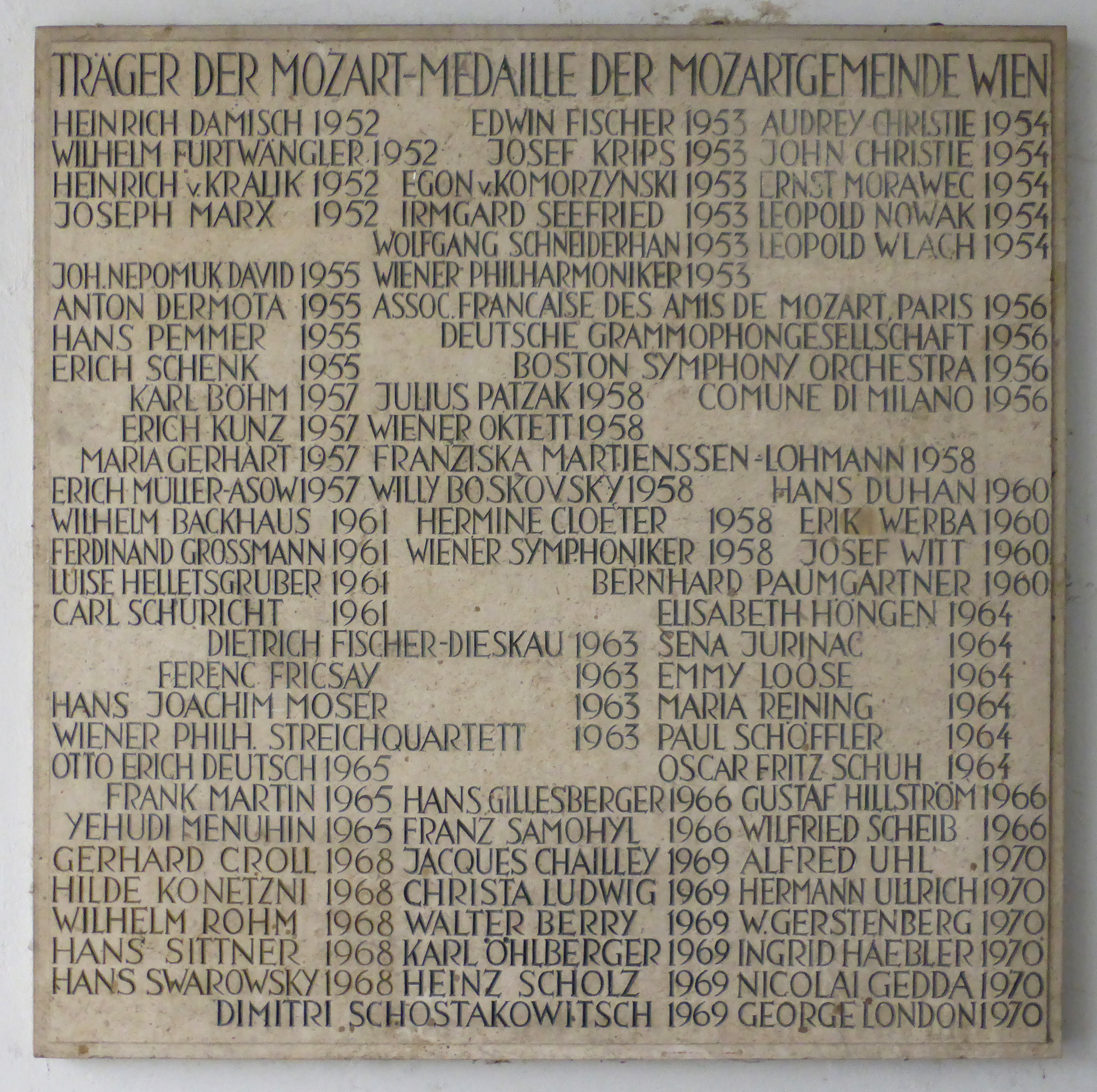
Träger der Mozart-Medaille
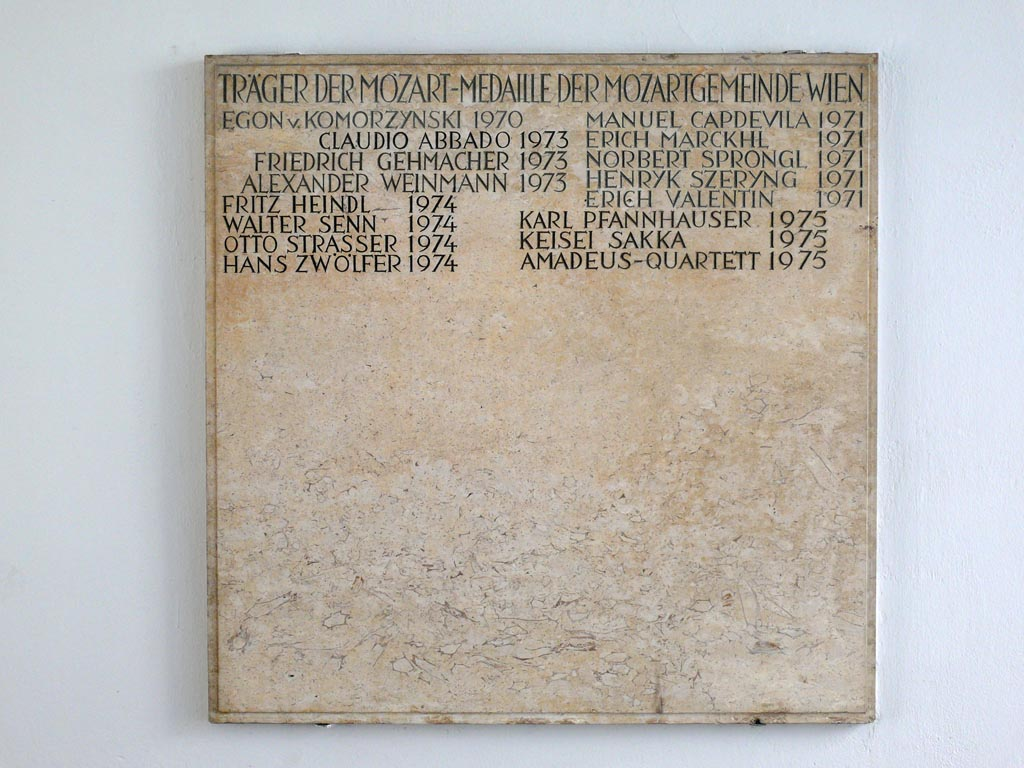
Träger der Mozart-Medaille